# Liste der Straßen und Plätze in Woltersdorf an der Schleuse
Die Liste der Straßen und Plätze in Woltersdorf an der Schleuse beschreibt das Straßensystem der Gemeinde Woltersdorf im Landkreis Oder-Spree mit den entsprechenden historischen Bezügen.

## Überblick
Die Gemeinde Woltersdorf liegt im äußersten Westen des Landkreises Oder-Spree am östlichen Rand von Berlin.

## Übersicht der Straßen und Plätze
- Name: aktuelle Bezeichnung der Straße oder des Platzes. Über den Link Lage kann die Straße oder der Platz auf verschiedenen Kartendiensten angezeigt werden. Die Geoposition gibt die Lage der ungefähren Mitte der Straßenlänge an.
  - Im amtlichen Straßenverzeichnis nicht aufgeführte Verkehrswege sind mit * gekennzeichnet.
  - Ehemalige oder nicht mehr gültige Straßennamen sind kursiv gesetzt. Der Zeitraum des ehemaligen Namens ist hinter dem Namen in Klammern gesetzt.
- Länge in Metern: Die in der Übersicht enthaltenen Längenangaben sind gerundete Übersichtswerte, die im Brandenburg-Viewer mit dem dortigen Maßstab ermittelt wurden. Sie dienen Vergleichszwecken und werden, sofern amtliche Werte bekannt sind, ausgetauscht und gesondert gekennzeichnet. Bei Plätzen sind die Maße in der Form a × b für rechteckige Anlagen und für (ungefähr) dreieckige Anlagen als a × b × c mit a als längster Seite angegeben.
- Hausnummern: Im Brandenburg-Viewer ermittelte amtliche erste und letzte Hausnummer der Straße.
- Zustand: Allgemeiner Ausbauzustand der Straße, bei verschiedenen Ausbauzuständen sind in Klammern die Anfangs- und Endpunkte angegeben.
- Namensherkunft: Ursprung oder Bezug des Namens.
  - Erst folgt die allgemeine Kategorie des Namens, dann der exakte Namensursprung
- Datum der Benennung: Datum der Benennung des heute gültigen Straßennamen.
- Anmerkungen: weitere Informationen über die Geschichte der Straße und Besonderheiten.
- Bild: Foto der Straße oder eines anliegenden Objektes.

| Name                                                                    | Länge (in Metern) | Hausnummern | Zustand | Namensherkunft                                                              | Datum der Erstbenennung | Anmerkungen | Bild |
| ----------------------------------------------------------------------- | ----------------- | ----------- | --- | --------------------------------------------------------------------------- | ----------------------- | --- | ---- |
| Ackerwinkel                                                             | 130               | 1–9         | | Ehemaliges Ackerfeld Knack                                                  | 1999                    | |      |
| Ahornallee Rotdornallee (bis 1930)                                      | 730               | 1–37        | Asphalt | Baumgattung, Ahorn                                                          | 1930                    | |      |
| Am Erlenbusch                                                           | 200               | 1–4         | Sand | Benachbarter Erlenwald                                                      | 1939                    | |      |
| Am Forst                                                                | 350               | 1–9         | Sand | Benachbarter Forst                                                          | 1906                    | |      |
| Am Sportplatz                                                           | 480               | 1–42        | Asphalt | Ehemals geplanter Sportplatz                                                | 1999                    | |      |
| Am Springeberg                                                          | 245               | 1–5         | Sand | Erhebung und Ortsteil Springeberg                                           | 1909                    | |      |
| Am Steg                                                                 | 95                | -           | Sand | Ehemaliger Steg über den Bauerngraben                                       | 1896                    | |      |
| Am Stolp                                                                | 90                | -           | Asphalt | Flurname, Stolp                                                             | -                       | |      |
| Am Wäldchen                                                             | 225               | 1–43        | Asphalt | Benachbartes Wäldchen                                                       | 1996                    | Die Straße ist eine der wenigen in der Demos-Siedlung, die nicht nach einer Brandenburgischen Landschaft benannt ist.                                                                |      |
| Am Werk                                                                 | 115               | 1–7         | Asphalt | Ehemaliges Elektrizitätswerk                                                | 1928                    | |      |
| An den Birken                                                           | 420               | 1–49        | Steinpflaster                                                                                                  | Benachbarte Birken                                                          | 1999                    | |      |
| An den Fuchsbergen                                                      | 1230              | 1–84        | Steinpflaster (Elsnerstr. bis Baumschulenstr.) Asphalt (Baumschulenstr. bis Schönebecker Weg)                  | Benachbarte Fuchsberge                                                      | 1906                    | Ursprünglich wurde der Name Astfalkstraße nach einem der Besitzer des angrenzenden Ackers vorgeschlagen.                                                                             |      |
| An der Schleuse Wilhelmplatz (1882 bis 1896)                            | 130 × 20          | 1–5         | Kopfsteinpflaster                                                                                              | Woltersdorfer Schleuse                                                      | 1896                    | Der Platz ist das 1882 zugeschüttete Schleusenbecken der 2. Woltersdorfer Schleuse.                                                                                                  |      |
| August-Bebel-Straße Am Kirchhof (vor 1896) Lindenallee (1896 bis 1945)  | 500               | 1–35        | Asphalt | Sozialdemokrat August Bebel                                                 | 1945                    | |      |
| Axenweg                                                                 | 150               | -           | Sand | Schweizer Axenstrasse                                                       | 1931                    | Der Fußweg zwischen der nördlichen und südlichen Hälfte der Kalkseestraße wird bereits in der Woltersdorfer Chronik nach der berühmten Axenstrasse am Vierwaldstättersee so benannt. |      |
| Baltzerstraße                                                           | 580               | 1–38        | Steinpflaster                                                                                                  | Lebensreformer Eduard Baltzer                                               | 1906                    | |      |
| Barnimstraße                                                            | 150               | 1–32        | Asphalt | Brandenburgische Landschaft Barnim                                          | 1996                    | |      |
| Baumschulenstraße                                                       | 920               | 1–47        | Sand (südlich Berliner Str.) Asphalt (nördlich Berliner Str.)                                                  | Baumschule von Julius Kaschub                                               | 1906                    | |      |
| Berghofer Weg                                                           | 680               | 1–40        | Asphalt | Richtung, in die die Straße zum Vorwerk Berghof bei Tasdorf verläuft.       | -                       | |      |
| Bergstraße Schillerstraße (1896–1898)                                   | 110               | 1           | Kopfsteinpflaster                                                                                              | Erhebung Werder                                                             | 1898                    | |      |
| Berliner Straße Fichtenauer Straße (bis 1912)                           | 2200              | 1–139       | Asphalt | Richtung, in die die Straße zur Stadt Berlin verläuft.                      | 20.06.1912              | |      |
| Birkenweg                                                               | 290               | 1–14        | Sand (südlich Köpenicker Str.) Asphalt (nördlich Köpenicker Str.)                                              | Baumart Birke                                                               |                         | |      |
| Brunnenstraße                                                           | 385               | 1–8         | Asphalt (1 bis 4a) Sand (4a bis 8)                                                                             | Benachbarte Quelle, als Brunnen genutzt                                     | 1896                    | |      |
| Buchhorster Straße                                                      | 380               | 1–12        | Schotter | Richtung, in die die Straße zum Grünheider Ortsteil Alt Buchhorst verläuft. | 1896                    | Der Weg wurde vor der Besiedlung des Schleusenberges auch Liebenberger Weg genannt.                                                                                                  |      |
| Chamissostraße                                                          | 120               | 1–8         | | Dichter Adelbert von Chamisso                                               | 1932                    | |      |
| Edelweißstraße                                                          | 570               | 1–42        | Sand | Schweizer Alpenblume (Emblem von Schweiz Tourismus)                         | 1932                    | |      |
| Eichbergstraße                                                          | 730               | 1–25        | Sand (südlich Berliner Str.) Asphalt (nördlich Berliner Str.)                                                  | Benachbarter Eichberg                                                       | 1906                    | Die Eichbergstraße bildete bis in die 1930er Jahre die Ostgrenze Schönblicks. |      |
| Elsternweg                                                              | 60                | 1–3         | Sand | Vogelart Elster                                                             |                         | |      |
| Ethel-und-Julius-Rosenberg-Straße Bahnhofstraße (bis 1953)              | 800               | 1–51        | Asphalt | Justizopfer Ehepaar Rosenberg                                               | 1954                    | |      |
| Etkar-André-Straße Kirchstraße (bis 1945)                               | 390               | 1–34        | Sand | Widerstandskämpfer Etkar André                                              | 1906                    | Vom Grundbesitzerverein Schönblick wurde 1906 der Name Sonntagstraße vorgeschlagen.                                                                                                  |      |
| Fangschleusenstraße                                                     | 1060              | 2–35        | Betonplatten (eine Seite)                                                                                      | Richtung, in die die Straße zum Grünheider Ortsteil Fangschleuse verläuft.  | 1896                    | |      |
| Fasanenstraße                                                           | 1230              | 1–70        | Kopfsteinpflaster (Köpenicker Straße bis Berliner Straße) Asphalt (Berliner Straße bis Karl-Liebknecht-Straße) | Vogelart Fasan                                                              | 1806                    | |      |
| Flakenstraße Goethestraße (1896–1898)                                   | 70                | -           | Asphalt | Angrenzender Flakensee                                                      | 1898                    | |      |
| Flämingstraße                                                           | 230               | 1–55        | Asphalt | Brandenburgische Landschaft Fläming                                         | 1996                    | |      |
| Fontanestraße                                                           | 970               | 1–68        | | Dichter und Schriftsteller Theodor Fontane                                  | 1932                    | |      |
| Friedrich-Starke-Straße                                                 | 130               | 1–4         | Asphalt | Woltersdorfer Unternehmer Friedrich Starke                                  | 1896                    | |      |
| Gartenstraße Kirchsteig (bis 1896)                                      | 360               | 1–16        | Sand | Benachbarte, ehemalige Gärten                                               | 1896                    | Der Kirchsteig verlief bis ungefähr 1890 quer über den Werder bis zur Schleuse. |      |
| Goethestraße                                                            | 400               | 1–21        | | Dichter Johann Wolfgang von Goethe                                          | 1932                    | |      |
| Grenzstraße Litzmannstraße (1939–1945)                                  | 300               | 1–21        | Sand | Benachbarte Flurgrenze zu Tasdorf                                           | 1945                    | 1939 nach dem Jagdflieger Walter Lehweß-Litzmann benannt. |      |
| Hannemannsteig                                                          | 70                | -           | Treppe | Mitglied des Verschönerungsvereins August Hannemann                         | 2001                    | Südliche Verbindungstreppe zwischen Strandpromenade und Fangschleusenstraße. |      |
| Haselbergergarten                                                       | 60 × 30           | -           | Park | Ortschronist Max Haselberger,                                               | 2021                    | Einzige öffentliche Zuwegung zum Bauersee. |      |
| Havelländischer Weg                                                     | 135               | -           | Sand | Landschaft in Brandenburg Havelland                                         | 1996                    | Geplante Straße der Demos-Siedlung, heute Wanderweg im Wäldchen |      |
| Heidelberger Straße Züricher Straße (1932–1939)                         | 350               | 1–13        | Sand | Stadt Heidelberg.                                                           | 1945                    | |      |
| Heinrich-Heine-Straße Moltkestraße (bis 1945)                           | 620               | 5–39        | Asphalt | Dichter Heinrich Heine                                                      | 1906                    | Vom Grundbesitzerverein Schönblick wurde 1906 der Name Florastraße vorgeschlagen. |      |
| Hermann-Löns-Straße Genfer Straße (1932–1939)                           | 200               | 1–5         | Sand | Gefallener Dichter im 1. Weltkrieg Hermann Löns                             | 1939                    | |      |
| Herthastraße                                                            | 775               | 1–36        | Sand | Germanischen Gottheit Nerthus                                               | 1906                    | |      |
| Hochlandstraße                                                          | 340               | 1–22        | Asphalt | Schweizer Hochland                                                          | 1932                    | Der Begriff Hochland ist heute veraltet und in der Schweiz wird eher vom Oberland gesprochen.                                                                                        |      |
| Interlakenstraße                                                        | 490               | 1–15        | Asphalt | Schweizer Kurort Interlaken                                                 | 1896                    | |      |
| Kalkseestraße Kietz (1735–1896)                                         | 1480              | 1–105       | Kopfsteinpflaster (Schleusenstraße bis Axenweg)                                                                | Angrenzender Kalksee.                                                       | 1898                    | Die Kalkseestraße wird durch den Axenweg unterbrochen. |      |
| Karl-Holzfäller-Straße                                                  | 820               | 1–65        | Sand Asphalt (Fasanenstraße bis Erich-Siegert-Straße)                                                          | Kommunistischer Widerstandskämpfer Karl Holzfäller                          | 1945                    | |      |
| Karl-Liebknecht-Straße                                                  | 490               | 1–14        | Asphalt | Kommunist Karl Liebknecht                                                   |                         | |      |
| Karl-Marx-Straße Brienzer Straße (1932–1939)                            | 430               | 1–26        | Sand | Kommunistischer Theoretiker Karl Marx                                       | 1945                    | |      |
| Kiesweg Stolper Weg (bis 1945)                                          | 300               | 1–2         | Sand | Angrenzende ehemalige Kiesgrube                                             | 1945                    | Der Kiesweg führt ursprünglich zwischen zwei Ackerfeldern hindurch zu den Wiesen am Stolp.                                                                                           |      |
| Köpenicker Straße Cöpenicker Landstraße (1906–1939)                     | 1070              | 1–75        | Kopfsteinpflaster                                                                                              | Richtung, in die die Straße zur ehemaligen Stadt Köpenick verläuft.         | 1906                    | |      |
| Lenzstraße                                                              | 730               | 1–30        | | Lyrische Bezeichnung für Frühling                                           | 1906                    | |      |
| Lerchenstraße                                                           | 690               | 1–41        | | Vogelart Lerche                                                             | 1906                    | |      |
| Memeler Straße                                                          | 425               | 1–21        | Asphaltiert (Moskauer Straße bis Im Knack) Schotter (Im Knack bis Postsiedlung)                                | Stadt Memel                                                                 | 1939                    | |      |
| Mittelstraße                                                            | 620               | 1–52        | Sand | Lage zwischen zwei Hauptstraßen                                             | 1906                    | |      |
| Müggelweg                                                               | 60                | 1–4         | Asphalt | Müggelsee, Gewässer in Berlin                                               | 1996                    | |      |
| Parkstraße                                                              | 180               | 1–6         | Asphalt | Ehemaliger Park vom Kurhaus                                                 | 1896                    | Ursprünglich war die Parkstraße bis zur Gartenstraße geplant. |      |
| Postsiedlung                                                            | 460               | 1–40        | Sand | Notstandssiedlung für Berliner Postangestellte                              | 1943                    | |      |
| Prignitzer Weg                                                          | 95                | -           | Sand | Prignitz, Brandenburger Landschaft                                          | 1996                    | Geplante Straße der Demos-Siedlung, heute Wanderweg im Wäldchen |      |
| Rahnsdorfer Straße                                                      | 330               | 1–7         | Asphalt | Richtung, in die die Straße nach Rahnsdorf verläuft.                        | -                       | Führt wegen der Trasse der Niederschlesisch-Märkischen-Eisenbahn nicht mehr nach Rahnsdorf                                                                                           |      |
| Robert-Koch-Straße Bismarckstraße (bis 1945)                            | 780               | 1–40        | | Mediziner Robert Koch                                                       | 1906                    | Vom Grundbesitzerverein Schönblick wurde 1906 der Name Idunastraße vorgeschlagen. |      |
| Rüdersdorfer Straße Kalkberger Chaussee (bis 1934)                      | 2340              | 3–119       | Asphalt | Richtung, in die die Straße nach Rüdersdorf verläuft.                       | 1934                    | |      |
| Rudolf-Breitscheid-Straße Hauptstraße (bis 1945)                        | 375               | 1–27        | Asphalt | Benannt nach Rudolf Breitscheid, Sozialdemokrat                             | 1945                    | |      |
| Rütlistraße                                                             | 230               | 1–3         | Sand | Benannt nach der Schweizer Rütliwiese.                                      | 1932                    | |      |
| Sandweg Immelmannstraße (1939–1945)                                     | 440               | 1–28        | Sand |                                                                             | 1945                    | 1939 nach dem Jagdflieger Max Immelmann benannt. |      |
| Schönebecker Weg                                                        | 960               | 1–59        | Asphalt | Richtung, in die die Straße zum ehemaligen Dorf Klein Schönebeck verläuft.  | -                       | Der Schönebecker Weg ist eine der ältesten Straßen von Woltersdorf. Er gehörte zu den historischen Feldwegen die vom Dorf in die benachbarten Ortschaften führten.                   |      |
| Schleusenstraße Mühlenweg (bis 1896)                                    | 910               | 1–62        | Asphalt | Richtung, in die die Straße zur Woltersdorfer Schleuse verläuft.            | 1896                    | |      |
| Seestraße                                                               | 350               | 1–16        | Asphalt | Angrenzender Bauersee                                                       |                         | |      |
| Spreewälder Straße                                                      | 180               | 2–20        | Asphalt | Spreewald, Brandenburgische Landschaft                                      | 1996                    | |      |
| Stolper Weg Richthofenstraße (1939–1945)                                | 315               | 1–13        | Sand | Benannt nach dem Ortsteil Stolp                                             | 1945                    | 1939 nach dem Jagdflieger Manfred von Richthofen benannt. |      |
| Thälmannplatz Jahnkeplatz (1913–1933) Joseph-Goebbels-Platz (1933–1945) | 90 × 50           | -           | Soldatenfriedhof                                                                                               | Benannt nach Ernst Thälmann                                                 | 1945                    | Platz am Westeingang des Dorfes. |      |
| Thomas-Mann-Straße Wilhelmistraße (bis 1945)                            | 380               | 1–20        | Sand | Schriftsteller Thomas Mann                                                  | 1945                    | die Straße sollte an der Waldstraße beginnen und bis auf den Knack führen. |      |
| Viktor-Hoeth-Straße Boelckestraße (1939–1945)                           | 430               | 1–21        | Sand | Benannt nach dem Widerstandskämpfer Viktor Hoeth                            | 1945                    | 1939 nach dem Jagdflieger Oswald Boelcke benannt. |      |
| Vogelsdorfer Straße                                                     | 1840              | 1–126       | Steinpflaster (Seestr. bis Wilhelm-Tell-Platz) Asphalt (Wilhelm-Tell-Platz bis Ortsausgang)                    | Richtung, in die die Straße nach Vogelsdorf verläuft.                       | -                       | Die Vogelsdorfer Straße ist eine der ältesten Straßen von Woltersdorf. Sie gehörte zu den historischen Feldwegen die vom Dorf in die benachbarten Ortschaften führten.               |      |
| Weinbergstraße                                                          | 510               | 1–32        | Steinpflaster                                                                                                  | Benannt nach dem ehemaligen Weinberg                                        | 1928                    | Die Straße wurde auf Vorschlag von Max Haselberger benannt. |      |
| Werderstraße Kaiser-Wilhelm-Straße (1896–1898)                          | 690               | 9–74        | Asphalt | Anhöhe, auf der die Straße verläuft.                                        | 1898                    | Der nördliche Teil der Werderstraße ist heute überbaut. |      |